# Spare Parts
Albums de Status Quo
Picturesque Matchstickable Messages from the Status Quo
(1968) Ma Kelly's Greasy Spoon
(1970)
Singles
1. Are You Growing Tired of My Love
Sortie : 25 avril 1969

Spare Parts est le deuxième album studio du groupe de rock anglais Status Quo. Il est paru en septembre 1969 sur le label Pye Records et a été produit par John Schroeder.

## Historique
Cet album fut enregistré dans les studios Pye à Londres entre les mois de janvier et septembre 1969. Il est le dernier album du groupe avec un son psychédélique, le son se durcira à partir de l'album suivant Ma Kelly's Greasy Spoon. Le groupe signe plus de compositions que sur l'album précédent et on y trouve les premières collaborations de Robert Young alors roadie du groupe en tournée.
Un seul single, Are You Growing Tired of My Love, un titre signé par Anthony King, sera issu de cet album. Il atteindra la 46e place des charts britanniques . L'album, lui, n'entra pas dans les charts.
Cet album sera réédité en 2000 avec 5 titres bonus et en 2009 sous la forme d'un double compact disc, Deluxe Edition, avec 16 titres bonus.

## Liste des titres

### Album original
Face 1
1. Face Without a Soul (Francis Rossi / Rick Parfitt) - 3:08
2. You're Just What I Was Looking for Today (Gerry Goffin / Carole King) - 3:50
3. Are You Growing Tired of My Love (Anthony King) - 3:37
4. Antique Angelica (Alan Lancaster / Robert Young) - 3:22
5. So Ends Another Life (Lancaster) - 3:12
6. Poor Old Man (Rossi / Parfitt) - 3:36

Face 2
1. Mr Mind Detector (A. King) - 4:01
2. The Clown (Lancaster / Young / Nixon) - 3:22
3. Velvet Curtains (A. King) - 2:56
4. Little Miss Nothing (Rossi / Parfitt) - 2:59
5. When I Awake (Lancaster / Young) - 3:49
6. Nothing at All (Lancaster / Roy Lynes / Young) - 3:52

### Rééditions
Titres bonus réédition 2000
1. The Price of Love (The Everly Brothers) - 3:41
2. Josie (DiMucci / Fasce) - 3:37
3. Do You Live in Fire (Lancaster) - 2:16
4. Hey Little Woman (Lancaster) - 3:55
5. Are You Growing Tired of My Love (alternative take) (A. King) - 3:38

Titres bonus Deluxe Edition 2009
1. Josie (DiMucci, Fasce) - 3:37
2. Do You Live in Fire (Lancaster) - 2:16
3. Face Without a Soul [Mono Version] (Parfitt, Rossi) - 3:10
4. You're Just What I Was Looking for Today [Mono Version] (Goffin, King) - 3:51
5. Are You Growing Tired of My Love [Mono Version] (A. King) - 3:40
6. Antique Angelique [Mono Version] (Lancaster, Young) - 3:25
7. So Ends Another Life [Mono Version] (Lancaster) - 3:13
8. Poor Old Man [Mono Version] (Parfitt, Rossi) - 3:41
9. Mr. Mind Detector [Mono Version] (A. King) - 4:03
10. The Clown [Mono Version] (Lancaster, Young, Nixon) - 3:25
11. Velvet Curtains [Mono Version] (A. King) - 3:01
12. Little Miss Nothing [Mono Version] (Parfitt, Rossi) - 3:03
13. When I Awake [Mono Version] (Lancaster, Young) - 3:54
14. Nothing at All [Mono Version] (Lancaster, Lynes, Young) - 3:59
15. Nothing at All [Demo Version] (Lancaster, Lynes, Young) - 2:23
16. The Price of Love (D. Everly, P. Everly) - 3:42

## Musiciens du groupe
- Francis Rossi : chant, guitare solo
- Rick Parfitt : chant, guitare rythmique.
- Alan Lancaster : chant, basse.
- Roy Lynes : claviers, chœurs
- John Coghlan : batterie, percussions.